# Feudo eclesiástico
No sistema feudal da Idade Média europeia, um feudo eclesiástico, propriedade da Igreja Católica, seguia todas as leis estabelecidas para os feudos temporais. O suserano, por exemplo, bispo, abade ou outro possuidor, concedeu uma propriedade em perpetuidade a uma pessoa, que assim se tornou seu vassalo.
Como tal, o donatário em seu enfeite prestou homenagem a seu suserano, fez um juramento de fidelidade e ofereceu o dinheiro prescrito ou outro objeto, pelo qual manteve seu feudo. Esses requisitos tinham de ser repetidos com a mesma frequência que mudava a pessoa do suserano ou vassalo. Esses feudos foram concedidos por clérigos a príncipes, barões, cavaleiros e outros, que então assumiram a obrigação de proteger a igreja e os domínios do senhor supremo.

## Características do sistema
Esse sistema de posse feudal nem sempre se restringia às terras, já que as receitas da igreja e os dízimos eram frequentemente repassados para pessoas seculares como uma espécie de feudo eclesiástico. A rigor, porém, um feudo era geralmente definido como um bem imóvel cujo usufruto perpetuamente concedido a outrem sob a obrigação de lealdade e homenagem pessoal. Um feudo não era eclesiástico simplesmente porque seu senhor era um homem da Igreja; era necessário também que o domínio concedido fosse propriedade da igreja. As terras, que pertenciam ao patrimônio de um eclesiástico, tornavam-se feudo secular se ele as concedesse a um vassalo.
Todos os feudos eram pessoais e hereditários, e muitos dos últimos podiam ser herdados por descendência feminina.

## Feudos passivos
Os feudos concedidos pela Igreja aos vassalos eram chamados de feudos ativos; quando os próprios clérigos assumiam obrigações para com um suserano, os feudos eram chamados de passivos. Neste último caso, os príncipes temporais doaram certas terras à Igreja enfeitando um bispo ou abade, e este último teve que prestar homenagem como pró-vassalo e assumir todas as obrigações implícitas. Quando estes incluíam o serviço militar, o eclesiástico tinha poderes para cumprir esse dever por um substituto.
Foi como feudos passivos que muitos bispados, abadias e prelados, quanto às suas temporalidades, foram detidos por reis no período medieval, e o poder assim adquirido por príncipes seculares nas eleições para dignidades eclesiásticas levou à contenda por investiduras. Esses feudos passivos foram conferidos pelo suserano, investindo o recém-eleito clérigo com báculo e anel no momento de sua homenagem, mas o emprego desses símbolos de poder espiritual gradualmente pavimentou o caminho para reivindicações por parte dos senhores seculares (ver Questão das Investiduras ).

## Feudos papais
Os feudos papais incluíam não apenas propriedades fundiárias individuais, embora vastas, mas também ducados, principados e até reinos. Quando o papa concedeu um feudo a um príncipe, este o homenageou como seu senhor feudal, e reconheceu sua vassalagem com um tributo anual. O Papa Pio V (29 de março de 1567) decretou que, no futuro, feudos pertencentes estritamente ao Patrimônio de São Pedro deveriam ser incorporados aos Estados Pontifícios sempre que a vassalagem caducasse, e que nenhuma nova concessão feudal ocorresse.
O rei João da Inglaterra declarou que mantinha seu reino como feudo do papa em 1213, e o rei Jaime II de Aragão aceitou a mesma relação para a Sardenha e a Córsega em 1295.
O feudo papal mais famoso, o Reino de Nápoles e Sicília, nasceu das investiduras de 1059 e 1269. Compare Terra Mariana, as terras da Livônia consideradas diretamente sujeitas à Santa Sé desde 1215.
O senhorio da Irlanda foi durante séculos considerado um feudo papal do Rei da Inglaterra, concedido a Henrique II da Inglaterra pelo Papa Adriano IV pela bula Laudabiliter de 1155.